# Gobius punctatissimus
Gobius punctatissimus és una espècie de peix de la família dels gòbids i de l'ordre dels perciformes.

## Morfologia
Els mascles poden assolir els 4,5 cm de longitud total.

## Distribució geogràfica
Es troba al nord-est d'Itàlia i Croàcia.